# Hosts
hosts — текстовий файл, який містить список доменних імен та відповідних ним ip-адрес і використовується операційною системою для перетворення символьних доменних імен в ip-адреси. 
Цей  файл має пріоритет над DNS-серверами.

## Формат файлу
Файл складається з рядків кожен з яких містить ip-адресу та одне або кілька доменних імен, які розділені пробілами або символами табуляції.
Коментарі починаються з символу '#' (решітка). 
Порожні рядки ігноруються.
```
#Це приклад hosts-файлу
127.0.0.1  localhost loopback
```

## Розташування файлу
| Операційна система                      | Версії | Розташування |
| --------------------------------------- | --- | --- |
| Unix та Unix-подібні операційні системи | | /etc/hosts |
| Microsoft Windows                       | 95, 98, Me | %windir%\ |
| Microsoft Windows                       | Windows NT, Windows 2000, Windows XP, Windows Server 2003, Windows Vista, Windows 7, Windows 8, Windows 10, Windows 11 | %SystemRoot%\system32\drivers\etc\ за замовчуванням. Розташування можна змінити в ключі реєстру \HKEY_LOCAL_MACHINE\SYSTEM\CurrentControlSet\Services\Tcpip\Parameters\DataBasePath. Користувачі 64-бітних версІй Windows Server 2003, Vista та Server 2008 не можуть відкрити цей файл 32-бітним редактором. |
| Microsoft Windows                       | Windows Mobile | Гілка реєстру \HKEY_LOCAL_MACHINE\Comm\Tcpip\Hosts |
| Mac OS                                  | 9 і більш ранні | Системна папка: Preferences або просто в системній папці |
| Mac OS X та iPhone OS                   | | /private/etc/hosts або /etc/hosts (/etc на Mac OS X символьне посилання на /private/etc) |
| Novell NetWare                          | | SYS:etc\hosts |
| OS/2 та eComStation                     | | "bootdrive":\mptn\etc\ |
| Symbian OS                              | 6.1—8.1 | C:\system\data\hosts |
| Symbian OS                              | 9.1+ | C:\private\10000882\hosts |
| Android                                 | | /system/etc/hosts |

## Використання
Файл hosts часто використовується адміністраторами та програмістами для перенаправлення доменів в інтранеті.
Також з допомогою цього файлу можна блокувати рекламу, перенаправляючи домени з яких вона надходить на адресу 127.0.0.1